# Гаплогруппа N2 (мтДНК)
Гаплогруппа N2 — гаплогруппа митохондриальной ДНК человека.

## Происхождение
Гаплогруппа N2 является потомком макрогруппы N, вероятно она возникла на Ближнем Востоке вскоре после заселения его людьми (около 50 тыс. лет назад). От N2 происходят две гаплогруппы ― W и N2a, если первая из них широко распространена по всей Евразии, то вторая довольно редко встречается в Западной Азии, Европе и Арктической зоне РФ.

## Субклады
- N2
  - N2a
    - N2a1
    - N2a2

  - W
    - W1
    - W-a

## Палеогенетика

### Энеолит
Культура шнуровой керамики
- VLI015 __ Vliněves (grave 4757) __ Мельник (район), Среднечешский край, Чехия __ 3085–2581 calBC (4247±80 BP, CRL-9198) __ М __ R1b-L151 (xU106, xP312) # N2.[2]

### Бронзовый век
БМАК
- I6126 __ Gonur 2005 tomb 3483 sample 5 __ Гонур-Депе, Туркменистан __ 2500–1600 BCE (4000 calBP) __ Ж __ N2.[3]

Доисторический Левант
- I3987 | S3987.E1.L3 __ Baqah cave __ Эль-Балка (мухафаза), Иордания __ 1428-1293 calBCE (3100±25 BP, PSUAMS-1989) __ М __ J1a2b > J-Y3442 # N2a1.[4]

## Публикации
- Narasimhan V., Patterson N., Moorjani P. et al. The formation of human populations in South and Central Asia. Science (6 сентября 2019). Архивировано 31 марта 2018 года.
- Agranat-Tamir L, Waldman S, Martin M AS, et al. (May 2020). The Genomic History of the Bronze Age Southern Levant. Cell. 181 (5): 1146-1157.e11. doi:10.1016/j.cell.2020.04.024. PMID 32470400.
- Papac L, Ernée M, Dobeš M, et al. (August 2021). Dynamic changes in genomic and social structures in third millennium BCE central Europe. Science Advances. 7 (35): eabi6941. doi:10.1126/sciadv.abi6941. PMC 8386934. PMID 34433570.